# Gumme (Insel)
Gumme (auch: Ngumi, Guumme, Isola di Ngûmi, Jasiira Ngumi, Vuma, Wama) ist eine Insel in Somalia. Sie gehört politisch zu Jubaland und geographisch zu den Bajuni-Inseln, einer Kette von Koralleninseln (Barriereinseln), welche sich von Kismaayo im Norden über 100 Kilometer bis zum Raas Kaambooni nahe der kenianischen Grenze erstreckt.

## Geographie
Die Insel liegt vor der Küste, gegenüber von Uuswaanguumi und zwischen Koyaama im Norden und Yaamba im Süden.
Die Insel zieht sich weit und schmal nach Norden. Sie liegt ca. 1,5 km von der Küste entfernt.
Die Inseln werden hier auch als Isole Giuba bezeichnet.

## Klima
Als Klima herrscht heißes Steppenklima mit Monsuneinfluss.